# Much Brass
Much Brass — студійний альбом американського джазового корнетиста Нета Еддерлі, випущений у 1959 році лейблом Riverside.

## Опис
Свій другий альбом на лейблі Riverside корнетист Нет Еддерлі записав у складі секстету під час двох сесій 23 і 27 березня 1959 року на студії Reeves Sound Studio в Нью-Йорку. Еддерлі акомпанують тромбоніст Слайд Гемптон (він також грає на тубі на одній з композицій), тубіст Леймон Джексон (також грає на контрабасі), піаніст Вінтон Келлі, басист Сем Джонс (тут він грає і на віолончелі) та ударник Альберт Гіт. Гурт виконує власні композиції Еддерлі, а також «Blue Concept» Джиджі Грайса і «Sometimes I Feel Like a Motherless Child».
Альбом вийшов у 1959 році у серії «Riverside Contemporary Series».

## Список композицій
1. «Blue Concept» (Джиджі Грайс) — 7:37
2. «Little Miss» (Бадді ДеСільва, Джордж Гершвін) — 4:28
3. «Israel» (Джонні Карізі) — 4:53
4. «What Next?» (Нет Еддерлі) — 3:20
5. «Moving» (Нет Еддерлі) — 5:03
6. «Blue Brass Groove» (Нет Еддерлі, Джуліан «Кеннонболл» Еддерлі) — 5:39
7. «Accents» (Нет Еддерлі) — 5:40
8. «Sometimes I Feel Like a Motherless Child» (народна) — 4:06

## Учасники запису
- Нет Еддерлі — корнет
- Слайд Гемптон — туба (1), тромбон (2—7)
- Леймон Джексон — туба (2—8), контрабас (1)
- Вінтон Келлі — фортепіано
- Сем Джонс — контрабас (2—8), віолончель (1)
- Альберт Гіт — ударні